# بارا (مدينة)
بَارا  بلدة في ولاية شمال كردفان بالسودان، على ارتفاع 613 متر (2014 قدم) فوق سطح البحر وتبعد عن الخرطوم عاصمة السودان بحوالي 317 كيلومتر ما يعادل (197 ميل)، ومن الأبيض حاضرة شمال كردفان 40 كيلومتر (24 ميل) وهي مشهورة بمواردها الطبيعية خاصة خام السليكا الموجود في الرمال البيضاء المحيطة بها والذي يعتبر مادة رئيسية لصناعة الزجاج، وبارا، محطة مهمة في منتصف المسافة الصحراوية بين عاصمة السودان وولايات كردفان في الغرب الأوسط. وهي منطقة تمازج وتداخل بين قبائل شمال السودان وغربه.

## اصل التسمية ومعناها
قيل في معنى الاسم بارا وأصله، إنه مشتق من الفعل «بارى، يباري، باراه» أي اقتفى أثره. وقيلت الكلمة في أخوين دخل أحدهم غابة كثيفة الأشجار والأكمة كانت تغطي المنطقة فتبعه الآخر وباراه، أو بارا (بمدّ الباء وإدغام الألف بالهاء، حسب النطق بلهجة غرب السودان العربية المحلية) مقتفياً أثره في محاولة للبحث عنه. فسمي المكان بمكان باراه.
ومن التأويلات الأخرى لمعنى اللفظ وأصله، إنه مشتق من كلمة البر ووصفت المنطقة بأنها منطقة بر وخير وفير. وهناك من يرى بأن الكلمة مشتقة من اسم نبات يسود المنطقة ويطلق عليه بارا.

## التاريخ

### النزاع بين الفونج والفور
بارا واحدة من المدن القديمة في السودان ويرجع تاريخها إلى القرن الثامن الميلادي
 وكانت تشكل جزء من مملكة المسبعات وقد شهدت أحداثاً تاريخية مهمة بسبب وقوعها في وسط السودان في الطريق الذي يربط غرب السودان بسودان وادي النيل مما ادى إلى احتدام صراع بين سلاطين الفور ومملكة الفونج في الشمال والشرق للسيطرة عليها، وفيها حدثت وفاة السلطان تيراب، سلطان الفور عندما كان عائداً إلى دارفور بعد مطاردة قام بها ضد السلطان هاشم ملك المسبعات. كما شهدت بارا ميلاد إثنين من سلاطين الفور هما السلطان محمد عبد الرحمن الذي حكم في سنة 1803 م والسلطان محمد الفضل. كذلك شهدت مبايعة السلطان عبد الرحمن الرشيد أحمد بكر وإعلانه حاكماً على سلطنة دارفور في سنة 1787 م. كما تعتبر من المواقع التاريخية بالنسبة لطائفة الختمية، إحدى أكبر الطوائف الصوفية السياسية بالسودان، حيث حلّ بها في سنة 1718 زعيم الطائفة ومؤسسها محمد عثمان الميرغني الكبير، وتزوج فيها وشهدت ميلاد إبنه محمد الحسن الميرغني الملقب بسيدي الحسن أبو جلابية.

### الحكم التركي
جذب موقع بارا الإستراتيجي جيش محمد علي باشا أثناء غزوه للسودان في القرن التاسع عشر، فتوجهت إليها قوة من الجيش الغازي لاحتلالها وفتح الطريق إلى الأبيض أكبر مدن كردفان، فخرج المقدوم مسلم حاكم المسبعات لملاقاة الأتراك ودارت معركة في بارا في 16 ابريل / نيسان 1821 انتهت بهزيمة المقدوم وسقوط البلدة في يد الأتراك الذين واصلوا تقدمهم نحو الأبيض فاحتلوها.

### عهد الثورة المهدية
بعد أن دانت لهم كردفان، أقام الأتراك حامية عسكرية قوية في بارا لتكون بمثابة نقطة دفاعية متقدمة لمدينة الأبيض. وزارها محمد أحمد المهدي في بداية نشر دعوته السرية لمقاومة الحكم التركي المصري ووجد تأييدا من أعيان بارا الذين بايعوه باعتباره  إماماً وخليفة للرسول. وعندما حاصر المهدي مدينة الأبيض، سقطت بارا على يد الأنصار بقيادة الأمير عبد الرحمن النجومي في سنة 1883 م.

### الحركة الوطنية
تكونت في بارا لجنة لمؤتمر الخريجين الذي كان يدعو من أم درمان إلى منح السودانيين حق تقرير المصير وكان النشاط السياسي بالبلدة آنذاك مقتصراً على تنظيم الندوات السياسية في أحد الأندية (نادي بحر كردفان) وعندما حظرت السلطات الإنجليزية تنظيم تلك الندوات في الأندية انتقل النشاط إلى أماكن المناسبات الاجتماعية والتجمعات الاحتفالية كاحتفالات المولد النبوي.
ومن الأحداث التاريخية الأخرى المشهودة في بارا ومقاومة أهلها للإستعمار هو قيامهم بإنزال العلم البريطاني من سارية مبنى الإدارة وحرقه لاحقاً، تاركين العلم المصري دون مساس (كان هناك علمان رسميان في السودان الإنجليزي المصري يرمزان إلى شريكي الحكم الثنائي: مصر الخديوية وبريطانيا). وقد أدت الحادثة إلى قلق وانزعاج لدى السلطات البريطانية التي قامت بحملة تفتيش واسعة واعتقالات كبيرة بالبلدة.

## الموقع
المسافة بين بارا وبعض المدن المجاورة لها
| المدينة  | كيلومتر | ميل |
| -------- | ------- | --- |
| أم روابة | 128     | 79  |
| الدويم   | 214     | 133 |
| النهود   | 237     | 147 |
| كوستي    | 255     | 158 |
| كادقلي   | 308     | 191 |
| سنار     | 351     | 218 |
| الفاشر   | 392     | 243 |
| الدامر   | 579     | 359 |

## الطوبغرافيا
جغرافياً، بارا عبارة عن واحة تقع في تخوم الصحراء الليبية فوق حوض جوفي هو حوض بارا الذي يتميز بوفرة مياهه الجوفية، ويسود مظهرها التضاريسي انتشار الكثبان الرملية التي تعرف محليا باسم القيزان (المفرد قوز) وأبرزها قوز الحاجز الواقع على بعد 13 كيلومتر (8 ميل) من البلدة، وقوز القرود على بعد 22 كيلومتر (13 ميل). كما تشق اراضيها عدة أودية موسمية، تعرف بالخيران (المفرد خور) تفيض بمياه الأمطار في الموسم المطير وأبرزها: خور فرج الله الذي يمتد من الناحية الجنوبية للمنطقة وخور أبويرة في الغرب، وخور كدادة، وخور أم عود، وخور العفينة، وخور القراح وغيرها.

## الإدارة
تتكون بارا إدارياً من محليتين هما:
1. محلية بارا وتنقسم إلى 4 وحدات إدارية وهي: 
1. أم سَيالة
2. أم قَرفة
3. مدينة بارا وريفها
4. جريجخ

2. محلية غرب بارا وتضم 3 وحدات إدارية وهي:
1. أم كريدم
2. طيبة الزعيتير
3. المزروب

- قرية شريم أم سريحه شمال شرق بارا (10 كيلومتر - 6 أميال)
- قرية الصنوبر (48 كيلو متر - 30 ميل) غرب بارا
- أم قلجي الشمالية وتبعد عن بارا بمسافة (16 كيلو متر – 9 ميل)
- الطويل (26 كيلو متر – 16 ميل)
- البشيري (36 كيلو متر- 22 ميل)
- العود (40 كيلو متر- 24 ميل)
- قرية فرج الله (42 كيلو متر- 26 ميل)
- قرية نملة (50 كيلو متر- 31 ميل)
- قرية أم قويز (53 كيلو متر – 32 ميل)
- قرية تقازة (56 كيلو متر – 34 ميل)
- قرية درزة (63 كيلو متر – 39 ميل)
- قرية أم زين (4 كيلو متر- 2.48 ميل) شمال بار
- قرية الكرامشة (4 كيلو متر- 2.48 ميل) شرق بارا
- قري مليحة (3 كيلو متر - 1.86 ميل) جنوب بارا
- قرية شق النوم (5 كيلو متر - 2.148 ميل) شمال بارا.
- قرية جبل الرخمي (80كيلو متر

)

## الأحياء السكنية
تمت إعادة توزيع وتسمية الأحياء والمناطق السكنية في بارا إبان عهد الرئيس جعفر نميري تفادياً للتقسيم على أساس إثني وذلك على النحو التالي:
- الحي الغربي: وهو حي البلك سابقا.
- الحي الشرقي: كان يعرف في السابق بفريق أب خمسة، ويضم حي فلاتة.
- الحي الأوسط : ويتوسط المدينة.
- الحي الشمالي: ويتكون من فريق البوباب، وحي العشير، وحي الجابرية، وحي الصالحين.
- الحي الجنوبي: ويضم أحياء أصغر هي البكراوية، والفكي موسى، وأب جنازير.
- حي القوز  : ويشمل القوز الشرقي، والقوز الغربي.
- الحي الجديد : ويشمل حي الموظفين.
- حي الركابية  في الجزء الجنوبي الغربي من المدينة.
- حي السوق: ويشمل حي معروف، وحي البوليس.

## معالم مدينة بارا
من معالم مدينة بارا:
- طريق بارا-جبرة الشيخ-أم درمان (طريق الصادرات) الجديد
- مشروع مياه السدر
- مبنى المحكمة
- بيت المحافظ
- شارع اللبخ
- ميدان الحرية
- ميدان الرفاق
- سوق بارا
- ميدان المجلس
- حفرة الجاندي
- محطة توليد الكهرباء
- مبنى المحافظة
- شارع بارا -الأبيض
- ضريح السيد الحسن أبو جلابية
- واحة البشيري
- حوش الأعيسر

## التعليم
تأسست أول مدرسة إبتدائية في بارا في سنة 1908 ، وهي مدرسة بارا الغربية الابتدائية، وأول مدرسة لتعليم النساء في سنة 1947 م. 
وتوجد عدة مدارس على مختلف المراحل الدراسية منها: مدرسة بارا الثانوية الجنوبية للبنين، ومدرسة بارا الجديدة الثانوية للبنات، ومدرسة الروبي الثانوية، ومدرسة بارا المتوسطة للبنات، ومدرسة الركابية الإبتدائية للبنات، وغيرها من المدارس.

## الرعاية الصحية
يوجد مستشفى واحد ومركزين صحيين.

## النشاط الإقتصادي
يمارس السكان الزراعة المطرية والزراعة المعتمدة على الري بمضخات المياه التي تعرف محلياً بالوابورات، خاصة في ري البساتين والساقيات وكان المزارعون في السابق يمارسون الزراعة المتنقلة المعتمدة على الأمطار فيما كانت تستخدم وسائل ري تقليدية في البساتين والحقول مثل الشادوف ويسمى محلياً النبرو والنواعير وتعرف بالحلقات.
أهم المحاصيل: الفول السوداني والدخن والذرة والسمسم.
يمتهن السكان أيضاً حرفة الرعي وتربية الحيوان حيث تربى الأبقار والأبل والأغنام والضأن، إلى جانب الخدمات بما فيها التجارة والحرف اليدوية.
وهناك بضعة مصارف تقدم خدمات مصرفية بالمدينة منها بنك الإدخار والبنك الزراعي السوداني.

## الرياضة
توجد عدة فرق لكرة القدم من بينها:
- فريق التضامن، أقدم الفرق
- الهلال بارا
- المريخ بارا
- الوحدة
- الأهلي الركابية
- فلسطين
- الجزائر

## أعلام ومشاهير بارا
- النور عنقرة، من أمراء الثورة المهدية البارزين
- سيدي الحسن أبو جلابية، أحد زعماء الطائفة الختمية في السودان
- الشاعر السوداني البارز، عثمان خالد، صاحب القصيدة الغنائية الشهيرة «إلى مسافرة»
- شاعر المنطقة محمد عبد الله مريحة
- المطرب السوداني المعروف، صالح الضي
- الفنان السوداني محمود تاور
- الفنان عبد الرحمن عبد الله المعروف بود بارا
- الفنان والعازف المشهور حافظ عبد الرحمن عازف الفلوت
- المهندسة المشهورة عائشة محمد الحسن
- البروفسير قريب محمد راجع صاحب قصه كفاح ونجاح من خفير في جامعه الاسلاميه إلى بروفسير في الجامعة ذاتها
- البروفسير محمود الزين حامد أستاذ قسم البيئة في جامعه السلام في الولايات المتحده الامريكيه
- الفنان عبد الرحمن عبد الله
- الفريق شرطة الطيب عبد الرحمن مختار - والي غرب كردفان الأسبق.
- الشاعر عبد الله الكاظم

## صور

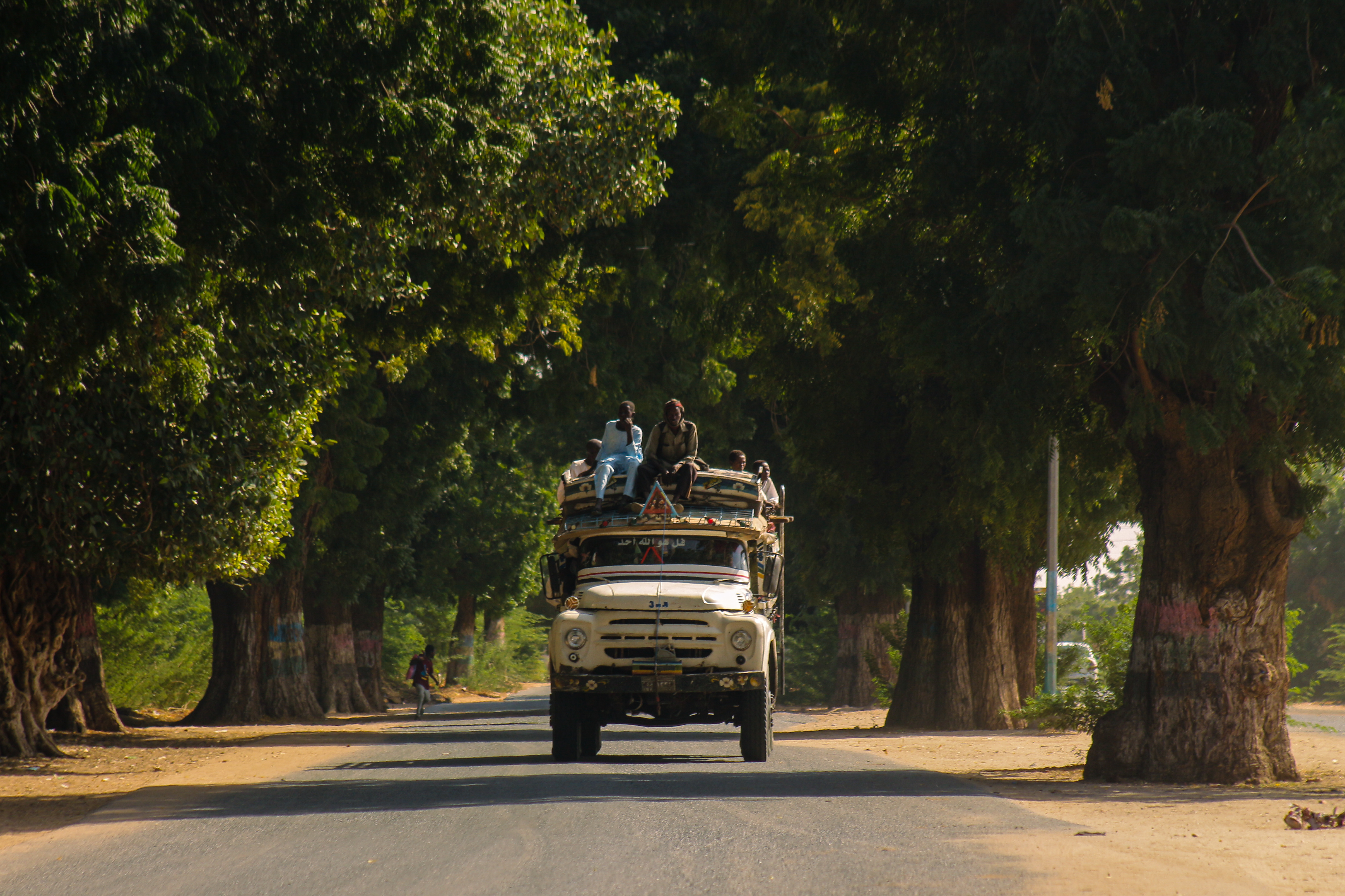